# Кудеярово
Кудеярово (рос. Кудеярово) — село в Лукояновському районі Нижньогородської області Російської Федерації.
Населення становить 2054 особи. Входить до складу муніципального утворення Кудеяровська сільрада.

## Історія
Від 2009 року входить до складу муніципального утворення Кудеяровська сільрада.

## Населення
| 2002 | 2010  |
| ---- | ----- |
| 2144 | ↘2054 |